# Vila Nova da Barquinha
Vila Nova da Barquinha (também conhecida pela forma sincopada de Barquinha) é uma vila portuguesa pertencente ao distrito de Santarém, na província do Ribatejo. Integrando atualmente a região do Oeste e Vale do Tejo e a NUT3 do Médio Tejo.
É sede do pequeno município de Vila Nova da Barquinha  com 49,53 km² de área e 7 322 habitantes (2011), subdividido em 4 freguesias. O município é limitado a norte pelos municípios de Tomar e Abrantes, a leste por Constância, a sul pela Chamusca, a sudoeste pela Golegã, a oeste pelo Entroncamento e a noroeste por Torres Novas.

## História
O concelho foi criado em 1836 por desmembramento do antigo concelho da Atalaia.

### Ocupação humana
Em 2007, foi identificado, no sítio da Ribeira da Atalaia, por um grupo de cientistas, vestígios de ocupação humana (Neandertal), datados de há 300 mil anos (Paleolítico Inferior). A datação foi processada pelo método de luminescência. Foram encontradas ferramentas de seixos lascados. São dos vestígios mais antigos que há conhecimento em Portugal.
Neste local, os vestígios têm uma abrangência temporal que vai dos 300 anos até aos 24 mil anos.

## Evolução da população do município
★ Os Recenseamentos Gerais da população portuguesa, regendo-se pelas orientações do Congresso Internacional de Estatística de Bruxelas de 1853, tiveram lugar a partir de 1864, encontrando-se disponíveis para consulta no site do Instituto Nacional de Estatística (INE). 

| Número de habitantes | Número de habitantes | Número de habitantes | Número de habitantes | Número de habitantes | Número de habitantes | Número de habitantes | Número de habitantes | Número de habitantes | Número de habitantes | Número de habitantes | Número de habitantes | Número de habitantes | Número de habitantes | Número de habitantes | Número de habitantes |
| -------------------- | -------------------- | -------------------- | -------------------- | -------------------- | -------------------- | -------------------- | -------------------- | -------------------- | -------------------- | -------------------- | -------------------- | -------------------- | -------------------- | -------------------- | -------------------- |
| 1864                 | 1878                 | 1890                 | 1900                 | 1911                 | 1920                 | 1930                 | 1940                 | 1950                 | 1960                 | 1970                 | 1981                 | 1991                 | 2001                 | 2011                 | 2021                 |
| 3430                 | 3671                 | 3954                 | 4336                 | 4664                 | 5314                 | 5211                 | 6037                 | 7313                 | 6547                 | 6795                 | 8167                 | 7553                 | 7610                 | 7322                 | 7016                 |

(Obs.: Número de habitantes "residentes", ou seja, que tinham a residência oficial neste município à data em que os censos  se realizaram.)
| Número de habitantes por grupo etário | Número de habitantes por grupo etário | Número de habitantes por grupo etário | Número de habitantes por grupo etário | Número de habitantes por grupo etário | Número de habitantes por grupo etário | Número de habitantes por grupo etário | Número de habitantes por grupo etário | Número de habitantes por grupo etário | Número de habitantes por grupo etário | Número de habitantes por grupo etário | Número de habitantes por grupo etário | Número de habitantes por grupo etário | Número de habitantes por grupo etário |
| ------------------------------------- | ------------------------------------- | ------------------------------------- | ------------------------------------- | ------------------------------------- | ------------------------------------- | ------------------------------------- | ------------------------------------- | ------------------------------------- | ------------------------------------- | ------------------------------------- | ------------------------------------- | ------------------------------------- | ------------------------------------- |
|                                       | 1900                                  | 1911                                  | 1920                                  | 1930                                  | 1940                                  | 1950                                  | 1960                                  | 1970                                  | 1981                                  | 1991                                  | 2001                                  | 2011                                  | 2021                                  |
| 0-14 Anos                             | 1481                                  | 1565                                  | 1624                                  | 2704                                  | 3561                                  | 1502                                  | 1631                                  | 1815                                  | 1952                                  | 1283                                  | 1034                                  | 1002                                  | 905                                   |
| 15-24 Anos                            | 793                                   | 1090                                  | 1045                                  | 2206                                  | 2926                                  | 2060                                  | 939                                   | 805                                   | 1266                                  | 1181                                  | 936                                   | 675                                   | 666                                   |
| 25-64 Anos                            | 1763                                  | 2039                                  | 2147                                  | 3652                                  | 5637                                  | 3035                                  | 3317                                  | 3340                                  | 3947                                  | 3959                                  | 4085                                  | 3823                                  | 3508                                  |
| = ou > 65 Anos                        | 245                                   | 256                                   | 307                                   | 401                                   | 632                                   | 466                                   | 660                                   | 835                                   | 1002                                  | 1130                                  | 1555                                  | 1822                                  | 1937                                  |

(Obs: De 1900 a 1950 os dados referem-se à população "de facto", ou seja, que estava presente no município à data em que os censos se realizaram. Daí que se registem algumas diferenças relativamente à designada população residente)

## Freguesias

Freguesias do município de Vila Nova da Barquinha

O município de Vila Nova da Barquinha está dividido em 4 freguesias:
- Atalaia
- Praia do Ribatejo
- Tancos
- Vila Nova da Barquinha

## Geminações
- Rio Maior, Portugal[8][9]
- Dissay, França[8][9]
- Madone, Itália[8][9]
- Santa Catarina do Fogo, Cabo Verde[8][9]

## Património

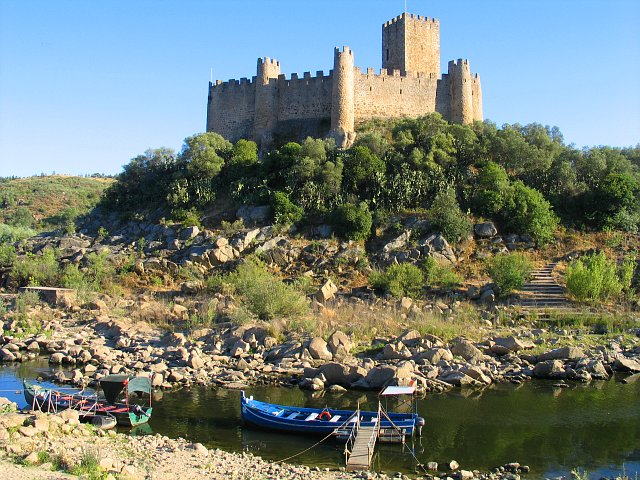
Castelo de Almourol

Entre os pontos de interesse no concelho podem destacar-se: Castelo de Almourol; Igreja Matriz da Atalaia; Barquinha Parque / Galeria do Parque.

### Igreja Matriz de Tancos
Dedicada a N. ª Sr. ª da Conceição, foi construída no século XVI, possuindo uma ampla abóbada de caixotões e azulejos do século XVII e retábulo de talha maneirista, enquadrando pinturas da época. Enquadra-se num cenário de encanto, tendo o Tejo e o Castelo de Almourol como "pano de fundo". É considerada monumento de interesse público.

### Centro de Interpretação de Arqueologia do Alto Ribatejo
É a única infra-estrutura do género em Portugal. Situado em Vila Nova da Barquinha, este espaço destinado à população jovem e estudantil dispõe de uma exposição permanente, onde está representado o espólio arqueológico do Ribatejo Norte.
O Centro de Interpretação de Arqueologia do Alto Ribatejo - CIAAR - foi criado por uma parceria entre a Câmara Municipal de Vila Nova da Barquinha e diversas ONGs de Investigação e Património em estreita relação com o sector de Arqueologia e Pré-História do Instituto Politécnico de Tomar.

### Praça de touros
É a segunda mais antiga de Portugal. Foi construída no Século XIX, no ano de 1853, sendo palco de pelo menos uma Corrida de Touros realizadas anualmente. Situa-se junto à Estação de Caminhos-de-ferro de Vila Nova da Barquinha.

### Museu 21
Museu Etnográfico 21, situado na freguesia de Vila Nova da Barquinha, onde é possível encontrar diversas peças em cerâmica, fotografias, postais, artesanato e outros. Infelizmente, devido à morte do gerente e fundador deste Museu, o local encontra-se encerrado e para venda.

### Galeria do parque
Localizada nos Paços do Concelho de Vila Nova da Barquinha, a galeria apresenta exposições temporárias. Entre as mostras realizadas contam-se as de Martim Brion, Pedro Valdez Cardoso, Daniel Barroca, Rui Sanches, de alunos finalistas do curso de Artes Plásticas, Pintura e Intermédia da Escola Superior de Tecnologia de Tomar do IPT, etc.

### Galeria de Santo António
Esta galeria está localizada numa antiga pré-escola recentemente reabilitada para dar lugar a esta linda galeria em plena zona histórica Barquinhense, próxima do Barquinha Parque, dos Paços do Concelho e dos melhores restaurantes da região.

### Barquinha Parque/Parque de Escultura Contemporânea Almourol
O Barquinha Parque foi inaugurado em Julho de 2005. Desde essa data tornou-se num ícone de Vila Nova da Barquinha, sendo hoje um local de eleição dos habitantes do concelho e da região para passar os seus tempos livres. Projetado pela dupla de Arquitectos Paisagistas – Hipólito Bettencourt e Joana Sena Rego, conquistou o Prémio Nacional de Arquitectura Paisagista 2007, na categoria "Espaços Exteriores de Uso Público".
Através de uma parceria com a Fundação EDP e com co-financiamento do QREN (Quadro de Referência Estratégico Nacional), em 2012 foi criado, pela Câmara Municipal de Vila Nova da Barquinha, o Parque de Escultura Contemporânea, na sede do Concelho. A seleção de artistas esteve a cargo de João Pinharanda e inclui autores cujo trabalho se desenvolveu entre a década de 1960 e a atualidade: Alberto Carneiro; Ângela Ferreira; Carlos Nogueira; Cristina Ataíde; Fernanda Fragateiro; Joana Vasconcelos; José Pedro Croft; Pedro Cabrita Reis; Rui Chafes; Xana (Alexandre Barata); Zulmiro de Carvalho. No momento presente as obras localizam-se nos sete hectares do Barquinha Parque.

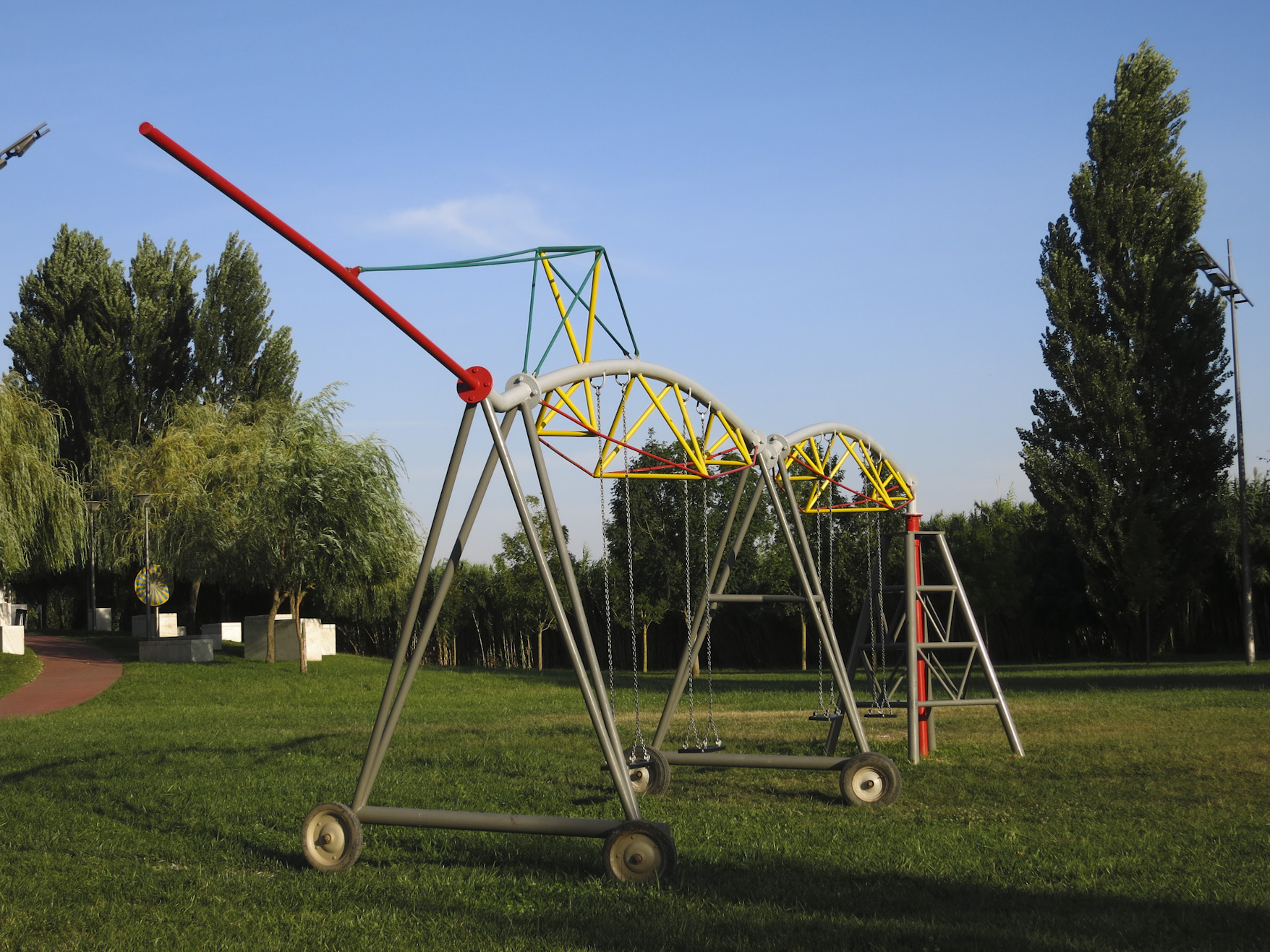
Ângela Ferreira, Rega, 2012, Pivot de rega em tubo metálico, 1200 x 200 x 250 cm
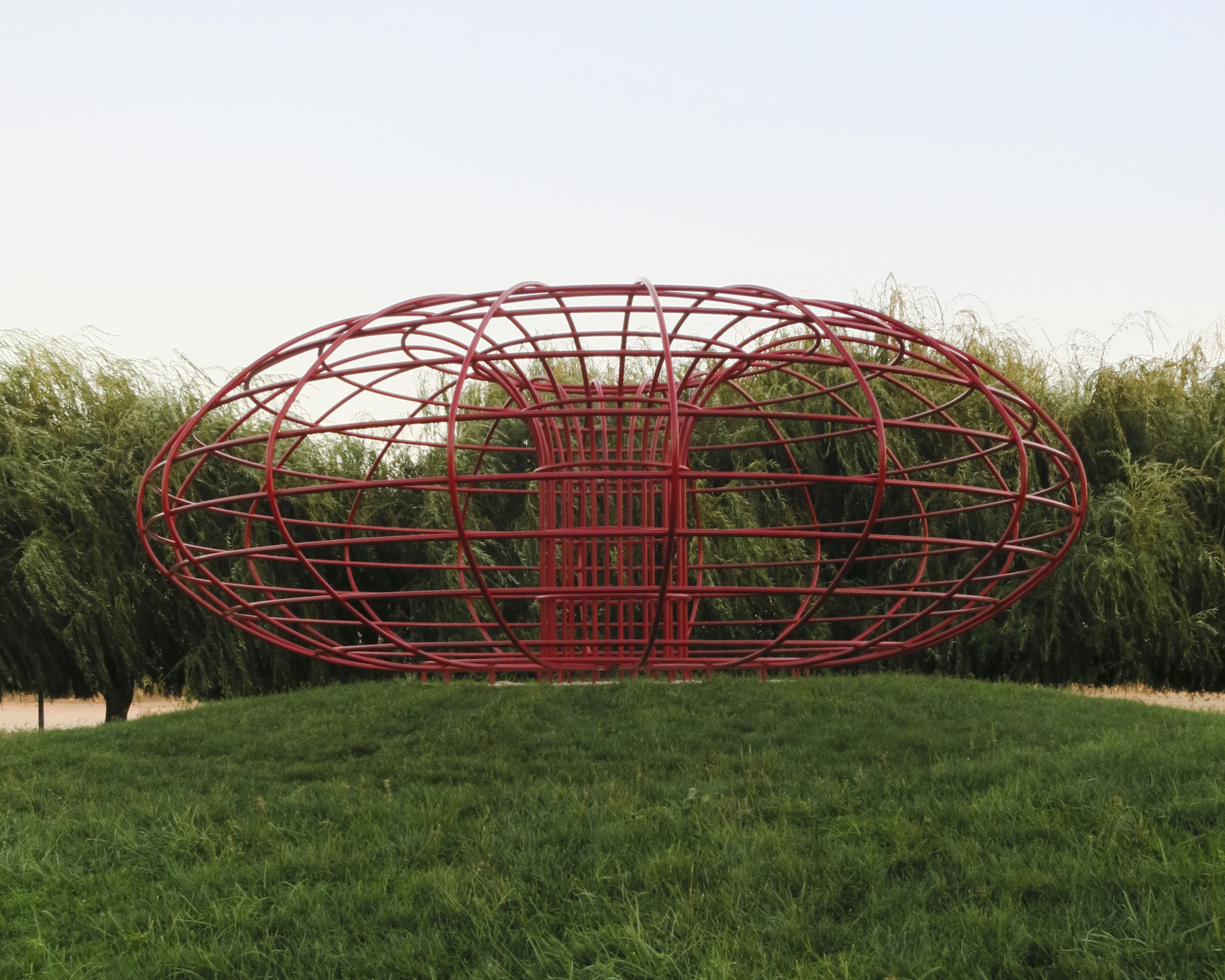
Cristina Ataíde, Rotter, 2010-12, tubo metálico pintado, 300 x 700 cm
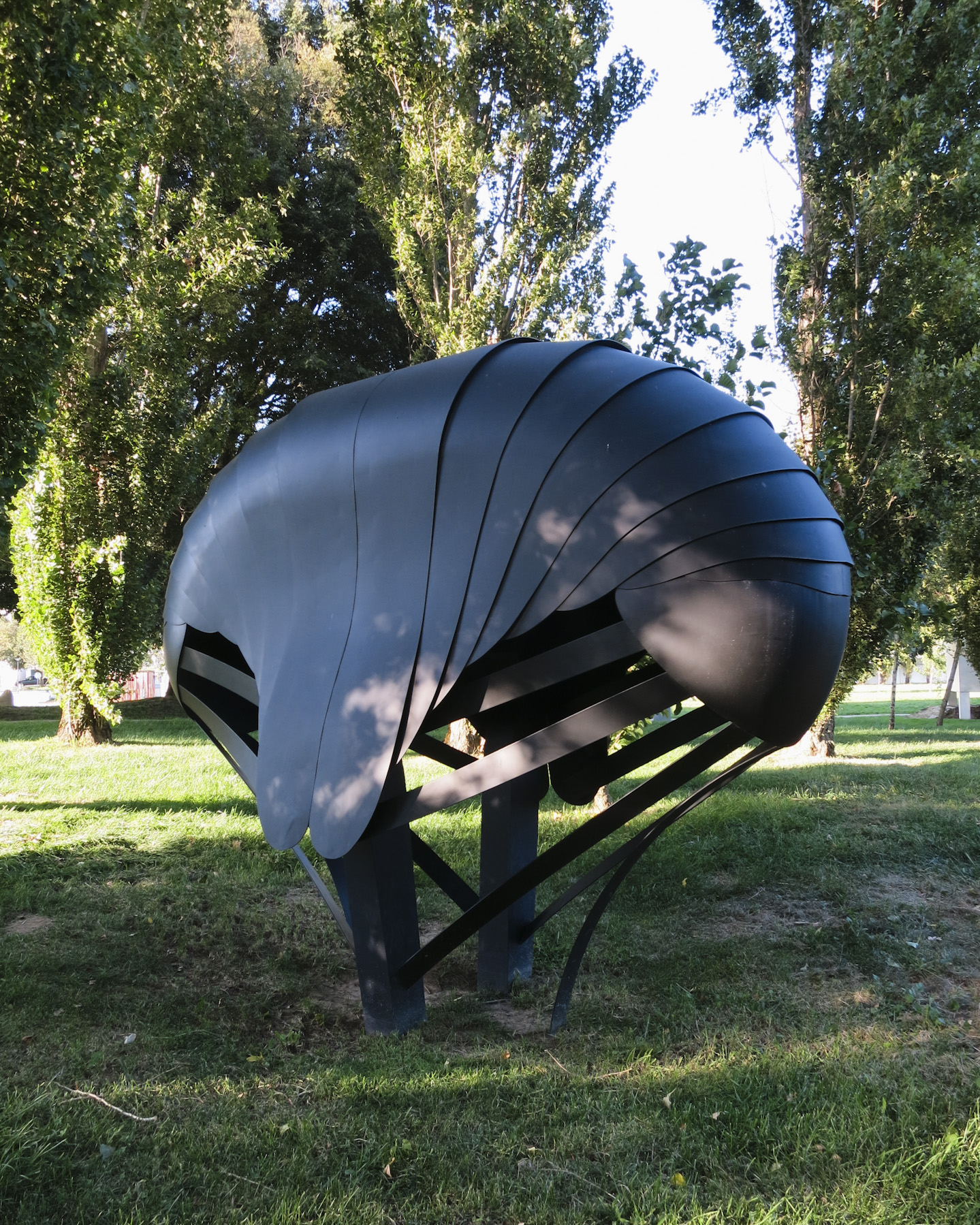
Rui Chafes, Contramundo, 2012, ferro metalizado pintado de negro mate, 250 x 150 x 310 cm
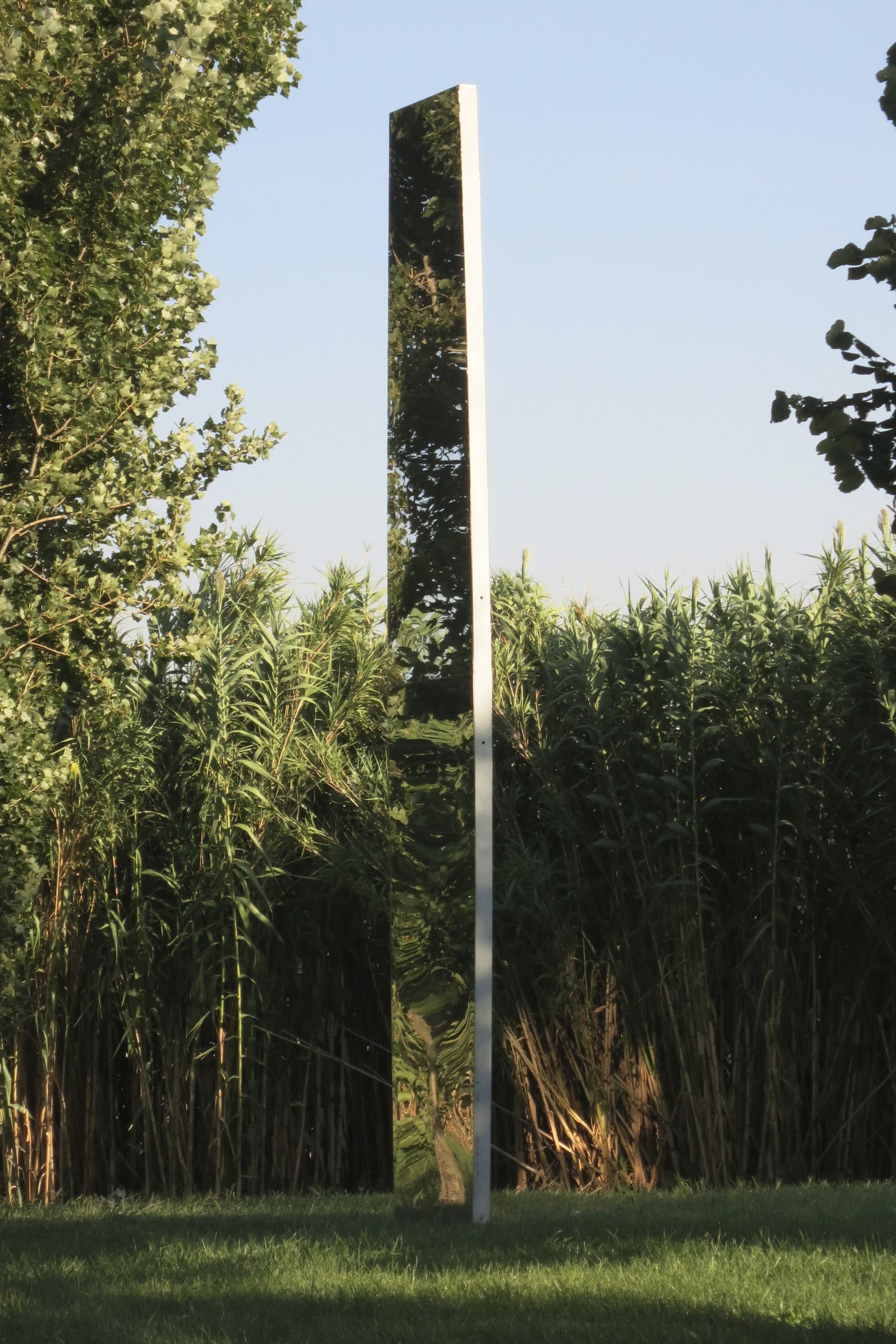
José Pedro Croft, sem título, 2012, ferro e aço polido, 600 x 100 cm (4 elementos)
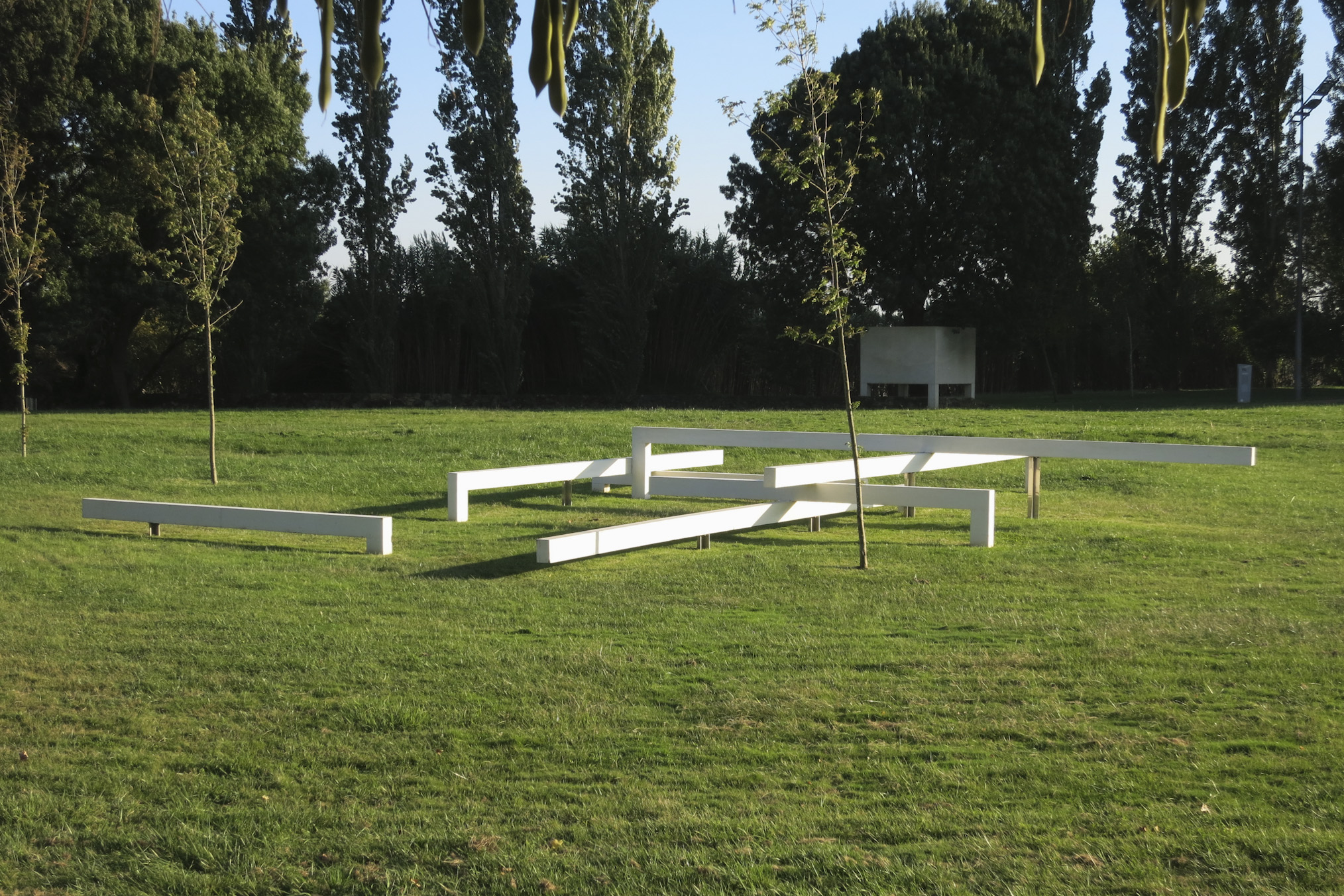
Fernanda Fragateiro, Concrete Poem, 2012, vigas em betão branco e peças de aço inox, 129 x 1000 x 150 cm
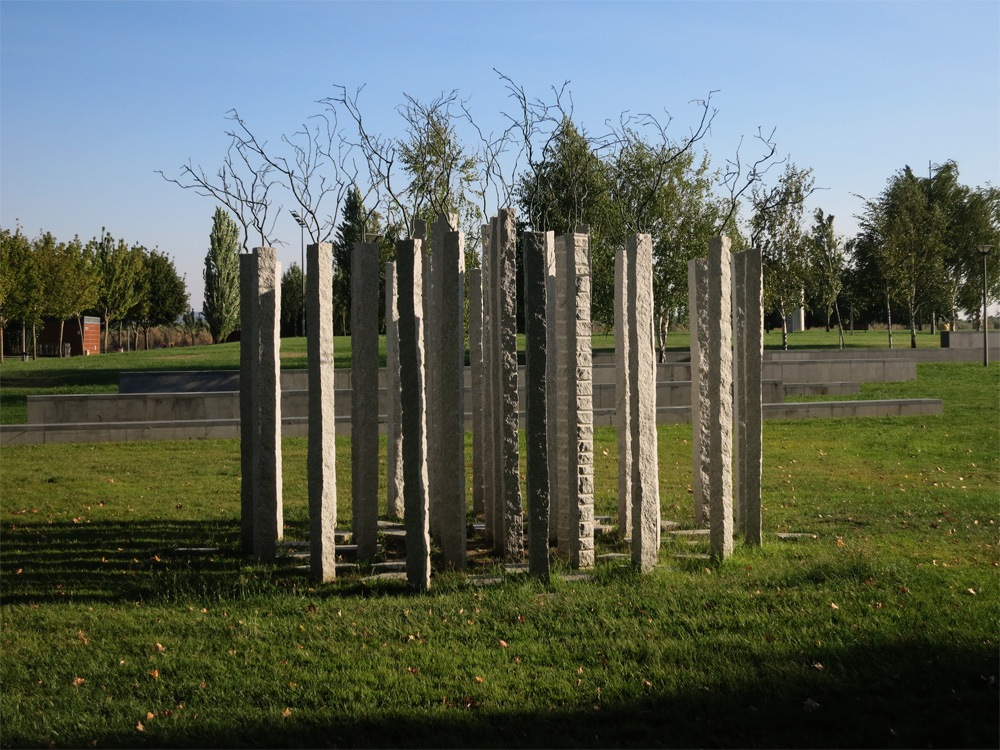
Alberto Carneiro, Sobre a floresta, 2012, granito e bronze, altura 350 cm
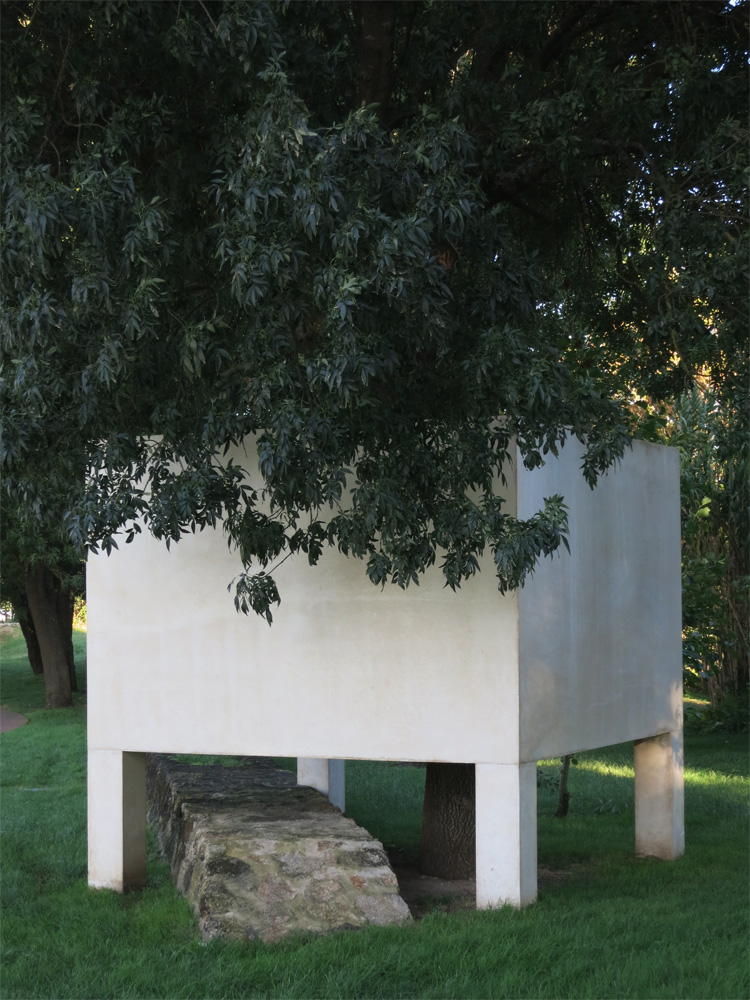
Carlos Nogueira, Casa quadrada com árvore dentro, 2012, betão branco, 300 cm
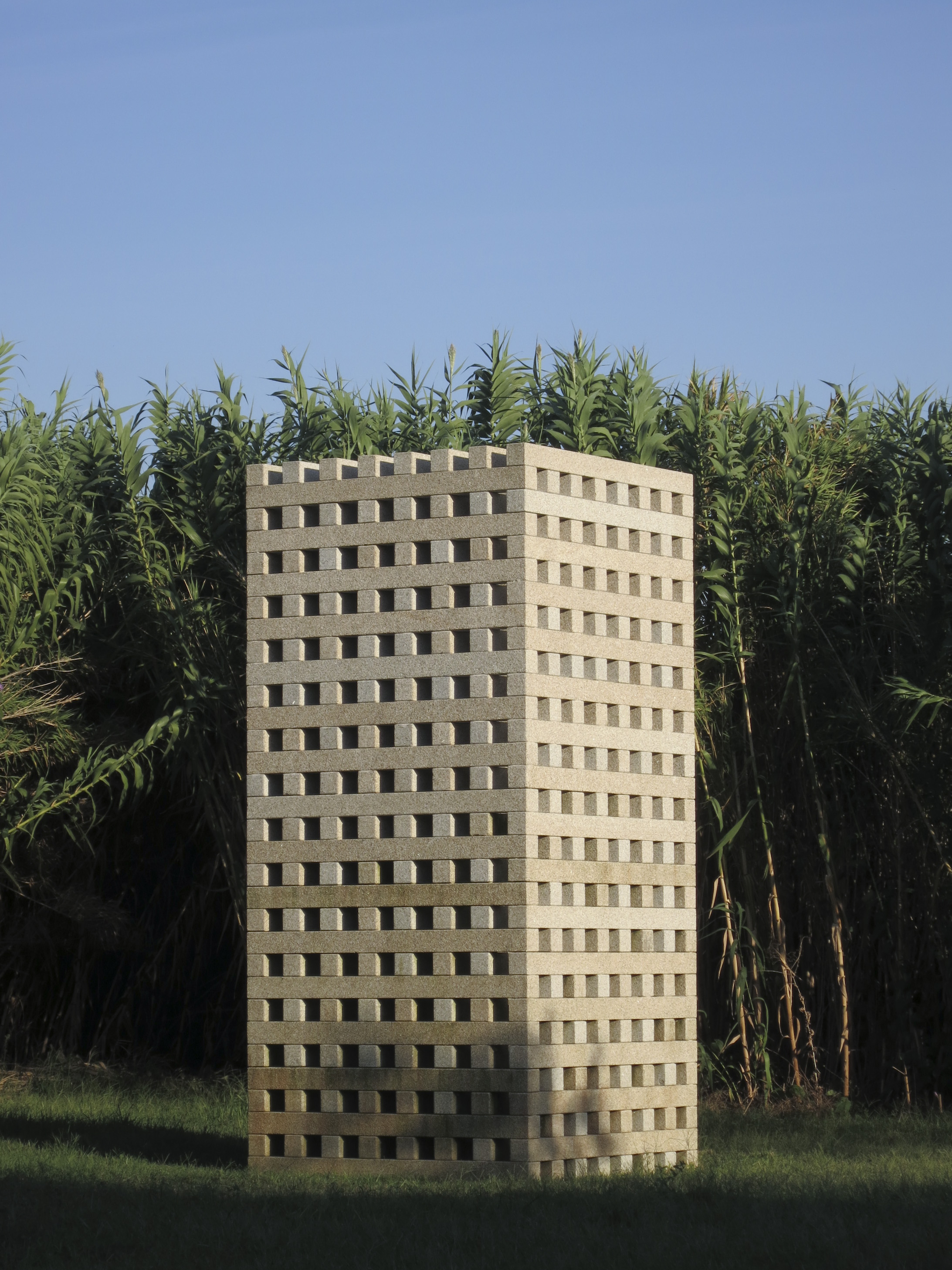
Pedro Cabrita Reis, Castelo, 2012, granito amarelo, 300 x 180 x 180 cm
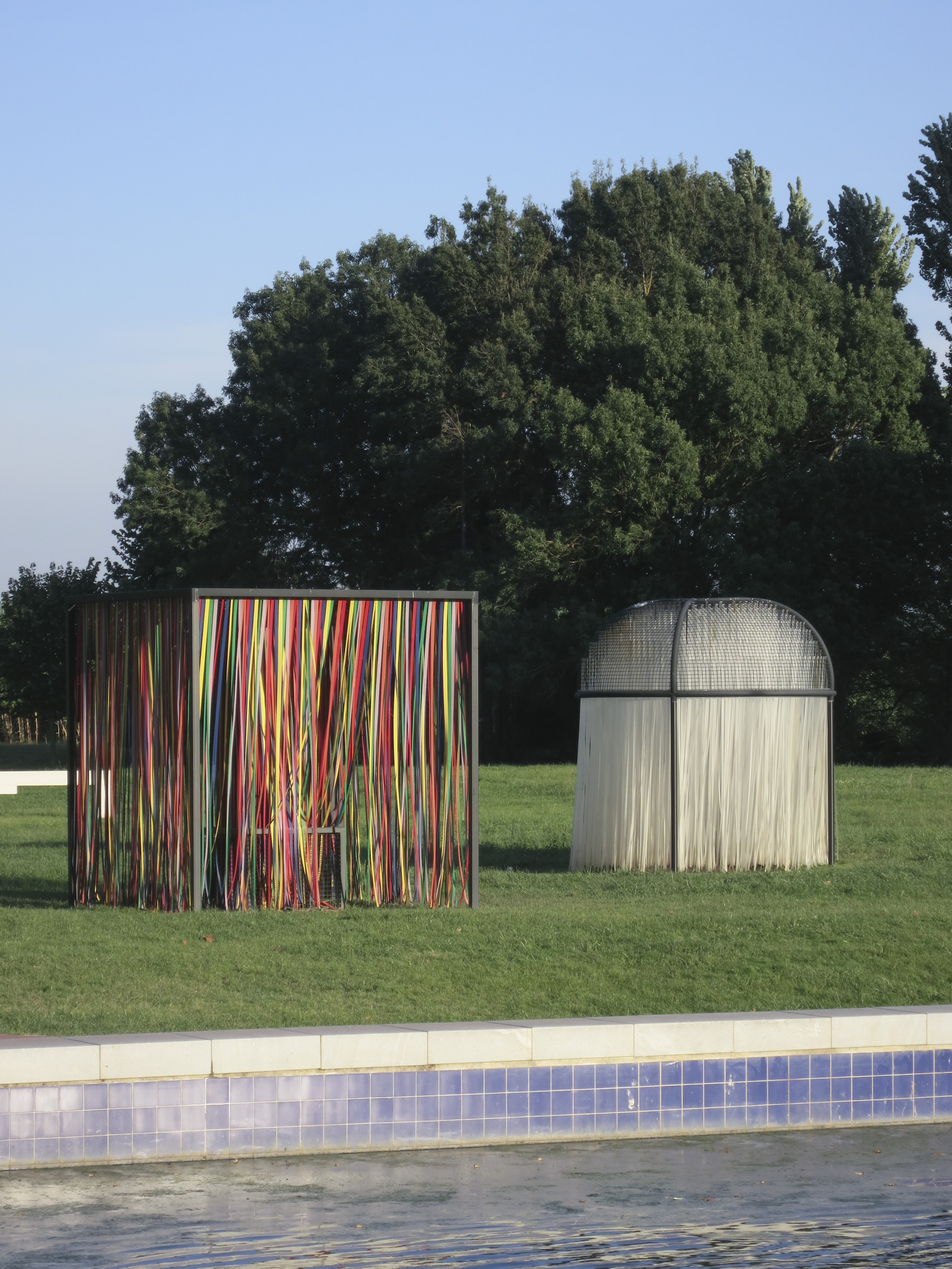
Joana Vasconcelos, Trianons, 2012, Estruturas metálicas com fitas plásticas, 324 x 324 x 324 cm (2 elementos)
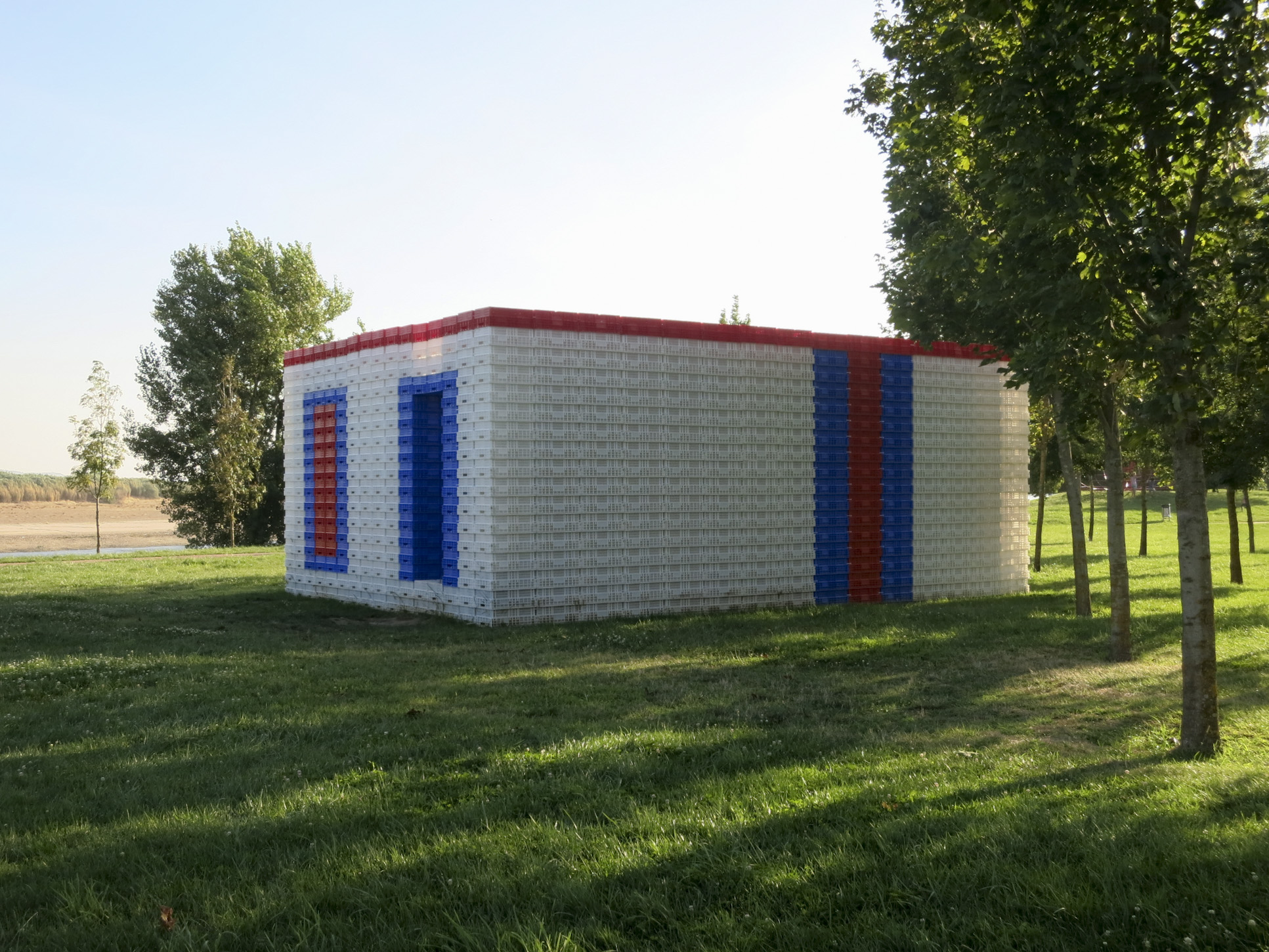
Xana, Casa no Céu, 2012, Caixas plásticas industriais, 657 x 900 x 640 cm
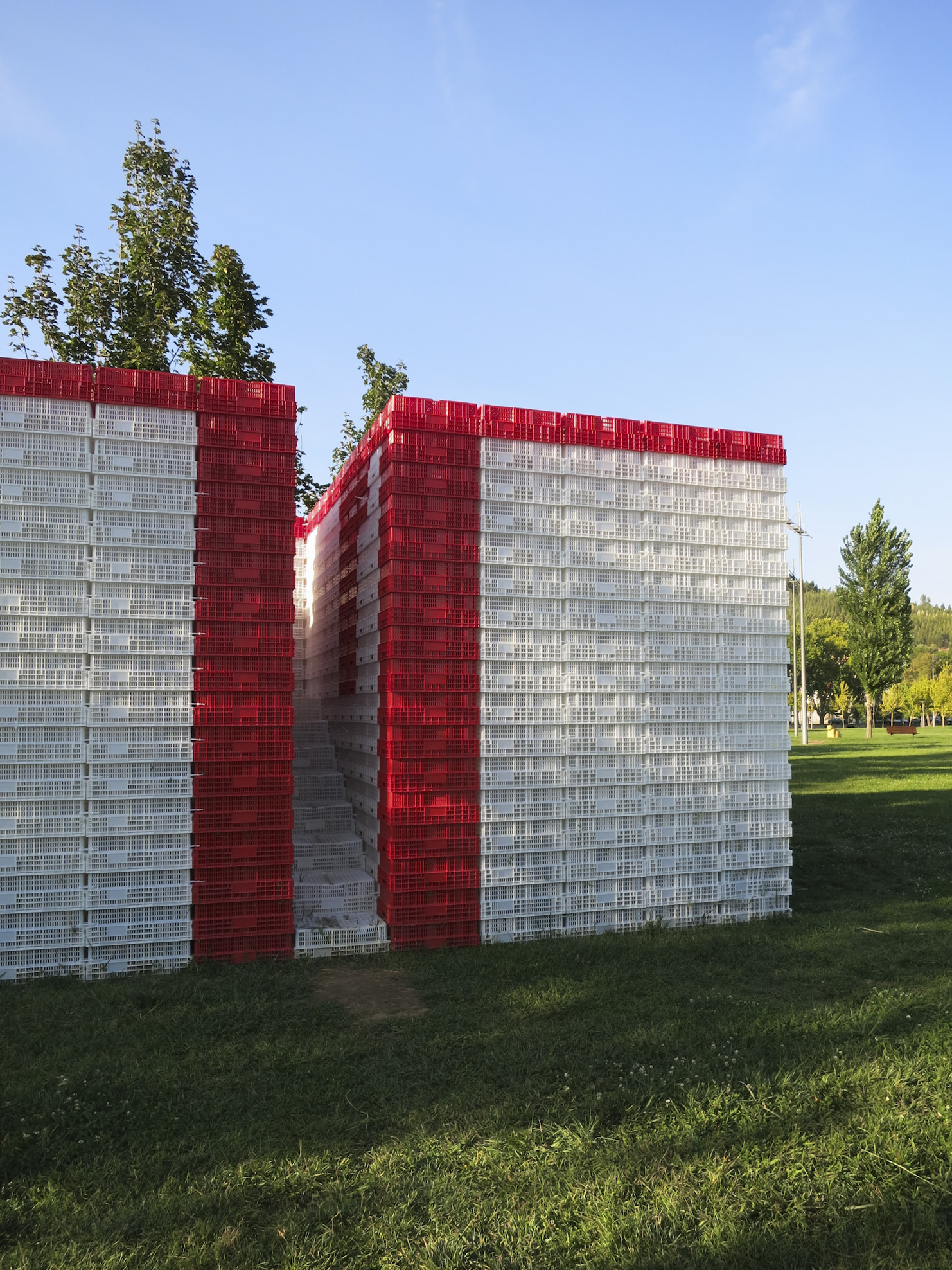
Xana, Casa no Céu, 2012, Caixas plásticas industriais, 657 x 900 x 640 cm
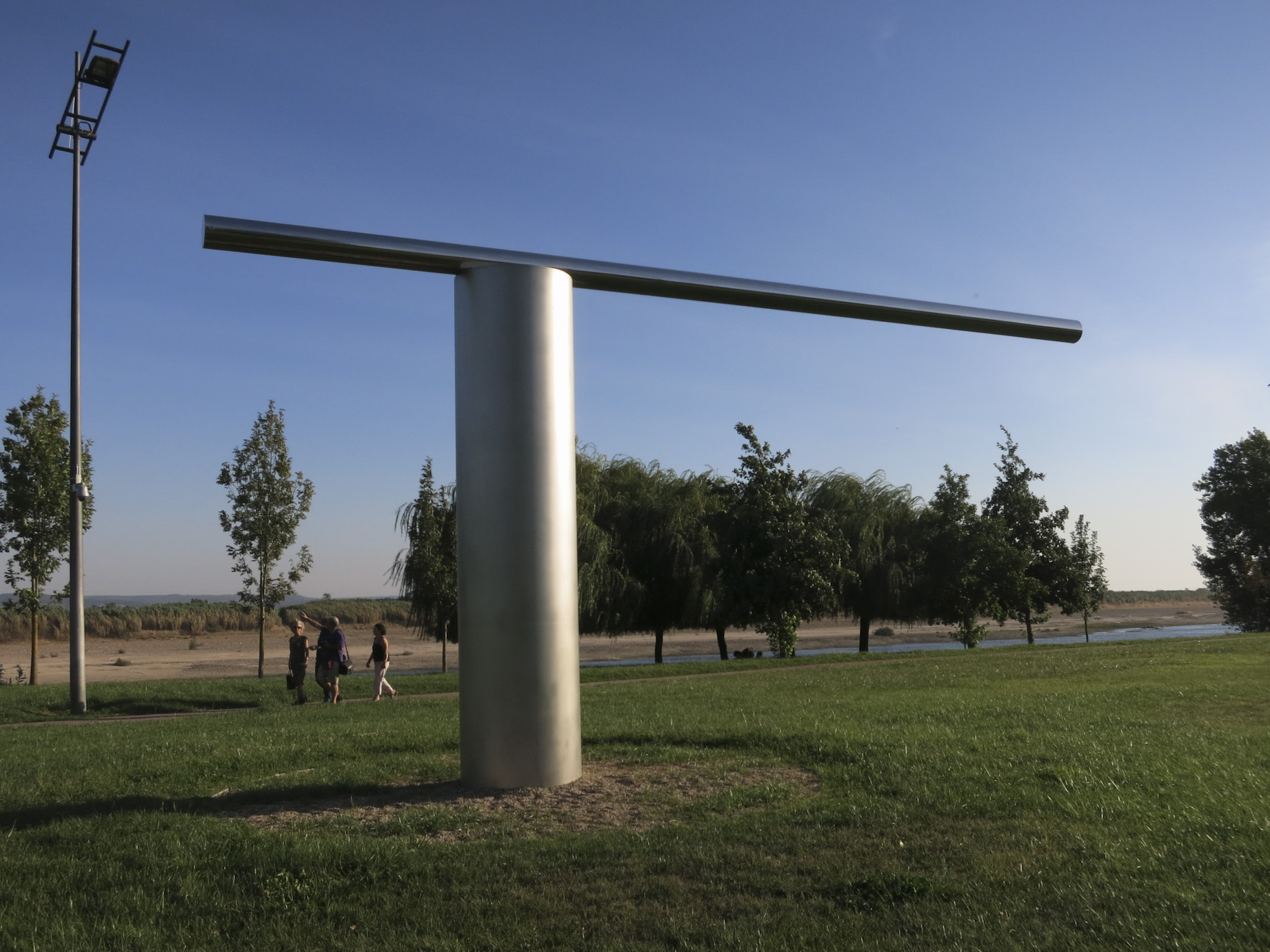
Zulmiro de Carvalho, Linha da Terra e do Rio, 2012, aço inox polido e escovado, 425 x 900 cm

## Personalidades ilustres
- António Gonçalves Curado (1894-1917), combatente na Primeira Guerra Mundial

## Infra-estruturas

### Ensino

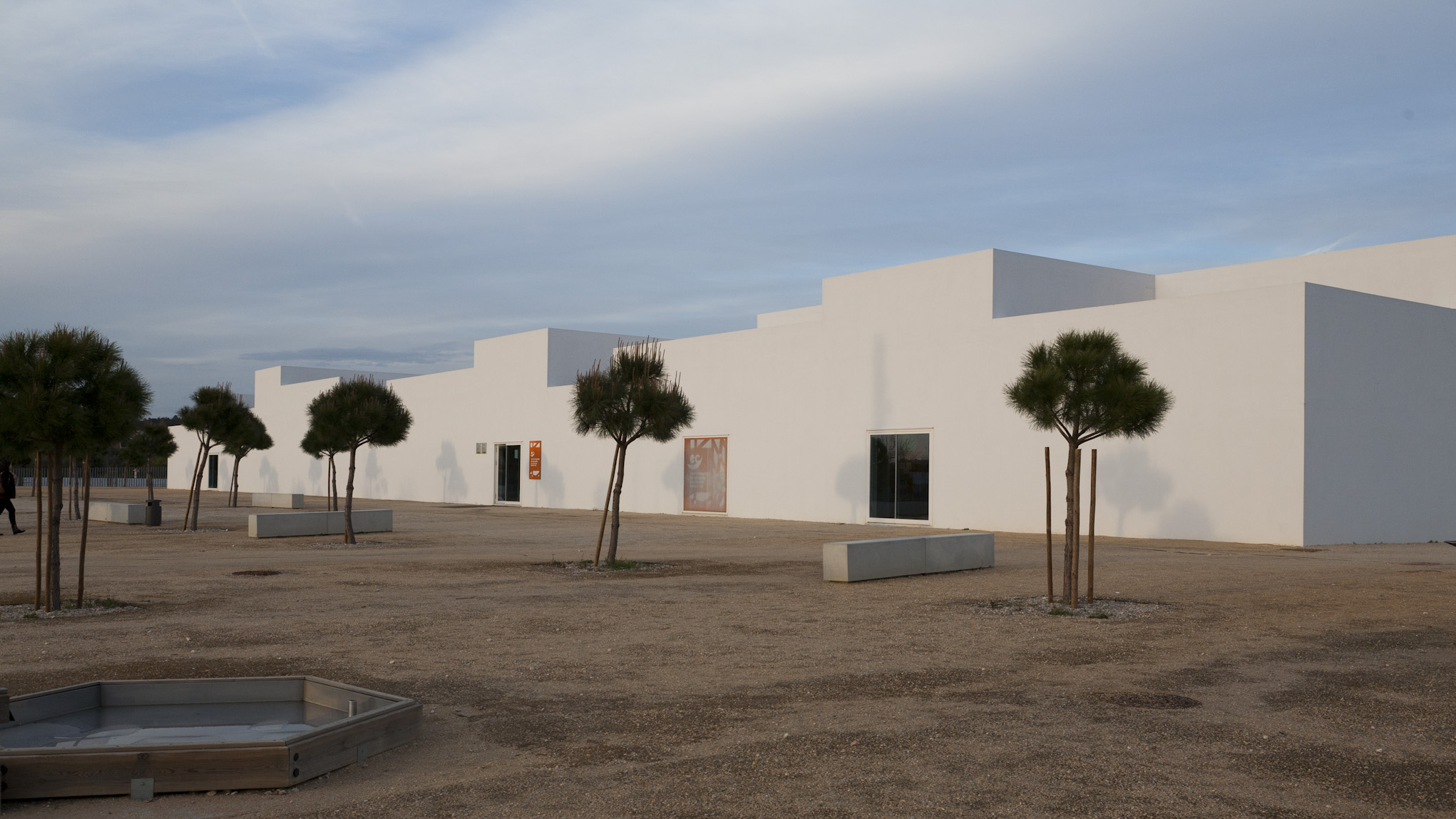
Centro Escolar de Vila Nova da Barquinha

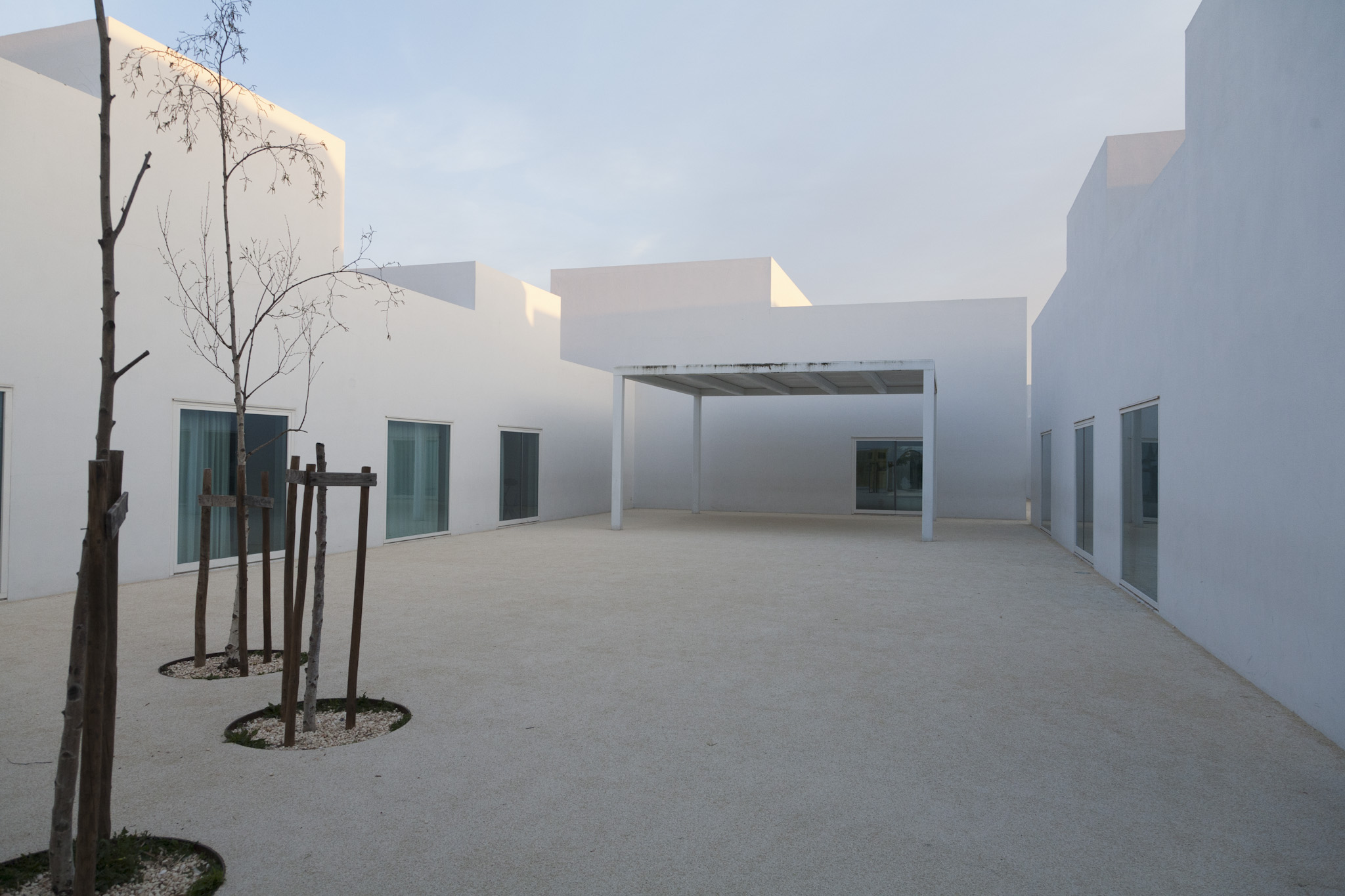
Centro Escolar de Vila Nova da Barquinha

O concelho tem ensino Pré-escolar; 1.º, 2.º e 3.º Ciclos do Ensino Básico; Ensino Secundário.
O atual Centro Escolar de Vila Nova da Barquinha (1.º Ciclo) foi construído nos terrenos do antigo Campo de Jogos de Vila Nova da Barquinha, na Rua D. Maria II (junto à antiga Estrada Nacional 3), com projeto de arquitetura de Aires Mateus, tendo sido financiado pelos fundos comunitários através do QREN. Na Escola D. Maria II são ministrados o 2.º e 3.º Ciclos do Ensino Básico e o Ensino Secundário.

### Transportes

#### Ferroviários
O município de Vila Nova da Barquinha é servida pelos serviços de Regionais da CP que servem a linha da Beira Baixa, possuindo estação em Vila Nova da Barquinha, apeadeiro em Tancos e ainda estações em Almourol, e Praia do Ribatejo - Constância.

#### Rodoviários
A exploração dos autocarros está a cargo da empresa Rodoviária do Tejo que presta serviço na região.

#### Auto-estrada & vias principais
O município e servido por duas auto-estradas:
- A23 (Auto-Estrada da Beira Interior Guarda-Torres Novas).
- A13

Por um IC:
- IC3 (Itinerário Complementar Golegã-Sertã).

E cinco estradas nacionais:
- N3
- N365
- N110
- N3-9
- N358-1

#### Aeródromo
Existe um aeródromo no concelho, de características militares (Base aérea de Tancos), próximo das localidades de Tancos e Praia do Ribatejo.

## Entretenimento

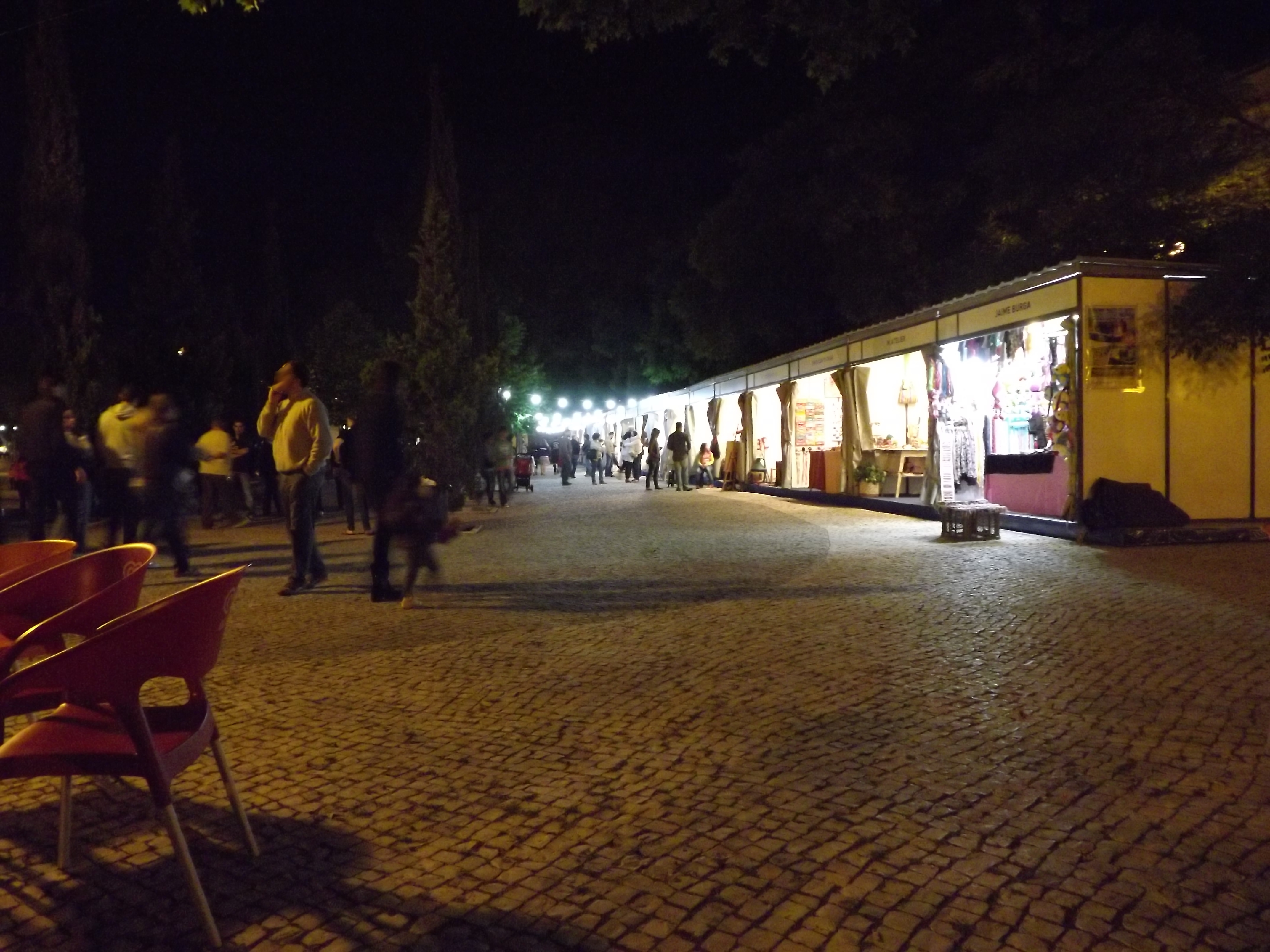
Perspetiva sobre uma parte do espaço onde decorreu as principais festas do concelho em 2013

### Festas do concelho
As principais festas do concelho normalmente decorrem no mês de junho. 

Em 2013 as mesmas decorreram entre o dia 8 e 13 de junho sob o título "Vila Nova da Ciência e da Arte". Em 2014 as mesmas decorrem entre 12 e 15 de junho sob o título "28.ª Feira do Tejo | Festas do Concelho 2014", no Parque de Escultura Contemporânea Almourol, haverá tasquinhas e expositores de artesanato para além de decorrerem nesse espaço muitas outras atividades indicadas no programa do evento. Outros eventos decorrerão em outras partes do concelho. Em 2015, estas foram denominadas de "Feira do Tejo" e trouxeram à região nomes como o Miguel Araújo e os Virgem Suta entre os dias 9 e 14 de junho.

## Desporto & aventura
Existe no concelho alguma oferta a nível desportivo e de aventura com o Clube Náutico Barquinhense (Canoagem, Rafting, Paintball, Rappel, Slide), Pára Clube Nacional “Os Bóinas Verdes” (Pára-quedismo, Balonismo, Equitação, Mergulho), Grupo de Cicloturismo Barquinhense (Ciclismo), Diver Almourol (Canoagem, BTT, Paintball, Arborismo, Rappel, Slide, Caça ao tesouro, Escalada, Orientação, Insufláveis, Kartcross, 4x4), Clube União Recreio Moita Norte e o União Desportiva Atalaiense (futebol).

## Revista municipal "Barquinha Viva"
A revista municipal “Barquinha Viva” foi publicada pela primeira vez em dezembro de 1999 e é desde então a publicação oficial do Município, com o objetivo de informar sobre a atividade desenvolvida pela autarquia, funcionando em simultâneo como repositório da história do concelho. A publicação tem como principal público-alvo os munícipes do concelho de Vila Nova da Barquinha, mas dirige-se também aos potenciais moradores, investidores e turistas. Em 2014, com a publicação do número 31, passou a ter formato exclusivamente digital, podendo ser consultada na plataforma ISSUU.

## Política

### Eleições autárquicas[29]
| Data | %     | V     | %             | V             | %      | V      | %              | V       | %              | V       | %              | V      | %              | V   | %              | V   | %   | V   | %       | V       | %  | V  | Participação |                |
| Data | PS    | PS    | FEPU/APU/ CDU | FEPU/APU/ CDU | GDUP   | GDUP   | AD             | AD      | PPD/PSD        | PPD/PSD | CDS-PP         | CDS-PP | PRD            | PRD | UDP            | UDP | PSN | PSN | PSD-CDS | PSD-CDS | CH | CH | Participação |                |
| ---- | ----- | ----- | ------------- | ------------- | ------ | ------ | -------------- | ------- | -------------- | ------- | -------------- | ------ | -------------- | --- | -------------- | --- | --- | --- | ------- | ------- | -- | -- | ------------ | -------------- |
| Data | 1976  | 70,48 | 5             | 12,48         | -      | 8,76   | -              |         |                |         |                |        |                |     |                |     |     |     |         |         |    |    |              | 41,36 / 100,00 |
| 1979 | 45,72 | 2     | 16,17         | 1             |        |        | 35,28          | 2       | AD             | AD      | AD             | AD     | 69,97 / 100,00 |     |                |     |     |     |         |         |    |    |              |                |
| 1982 | 42,24 | 3     | 27,22         | 1             | 26,80  | 1      | 72,37 / 100,00 |         | AD             | AD      | AD             | AD     |                |     |                |     |     |     |         |         |    |    |              |                |
| 1985 | 19,64 | 1     | 10,32         | -             |        |        | 45,60          | 3       |                |         | 18,01          | 1      | 3,26           | -   | 66,34 / 100,00 |     |     |     |         |         |    |    |              |                |
| 1989 | 42,53 | 3     | 9,09          | -             | 39,34  | 2      | 4,47           | -       |                |         | 65,89 / 100,00 |        |                |     |                |     |     |     |         |         |    |    |              |                |
| 1993 | 48,01 | 3     | 11,06         | -             | 31,38  | 2      |                |         | 5,57           | -       | 67,40 / 100,00 |        |                |     |                |     |     |     |         |         |    |    |              |                |
| 1997 | 51,11 | 3     | 8,29          | -             | 17,16  | 1      | 19,72          | 1       |                |         | 66,07 / 100,00 |        |                |     |                |     |     |     |         |         |    |    |              |                |
| 2001 | 59,76 | 4     | 9,74          | -             | 23,67  | 1      | 2,68           | -       | 60,31 / 100,00 |         |                |        |                |     |                |     |     |     |         |         |    |    |              |                |
| 2005 | 57,58 | 4     | 10,83         | -             | 24,86  | 1      | 2,28           | -       | 61,20 / 100,00 |         |                |        |                |     |                |     |     |     |         |         |    |    |              |                |
| 2009 | 59,05 | 4     | 14,73         | -             | CDS-PP | CDS-PP | PPD/PSD        | PPD/PSD | 23,19          | 1       | 60,05 / 100,00 |        |                |     |                |     |     |     |         |         |    |    |              |                |
| 2013 | 57,16 | 4     | 13,94         | -             | 17,63  | 1      | 4,16           | -       |                |         | 56,81 / 100,00 |        |                |     |                |     |     |     |         |         |    |    |              |                |
| 2017 | 65,17 | 4     | 11,88         | -             | CDS-PP | CDS-PP | PPD/PSD        | PPD/PSD | 17,10          | 1       | 56,14 / 100,00 |        |                |     |                |     |     |     |         |         |    |    |              |                |
| 2021 | 54,99 | 4     | 9,93          | -             | 16,22  | 1      | 0,87           | -       |                |         | 12,41          | -      | 51,70 / 100,00 |     |                |     |     |     |         |         |    |    |              |                |

### Eleições legislativas
| Data | %     | %     | %     | %     | %     | %     | %        | %     | %     | %     | %    | %   | %       | % | %  | %  |  |
| Data | PS    | PSD   | PCP   | CDS   | UDP   | AD    | APU/ CDU | FRS   | PRD   | PSN   | BE   | PAN | PSD CDS | L | CH | IL |  |
| ---- | ----- | ----- | ----- | ----- | ----- | ----- | -------- | ----- | ----- | ----- | ---- | --- | ------- | - | -- | -- |  |
| Data | 1976  | 50,12 | 13,09 | 12,70 | 10,52 | 2,03  |          |       |       |       |      |     |         |   |    |    |  |
| 1979 | 34,78 | AD    | APU   | AD    | 3,24  | 34,89 | 18,56    |       |       |       |      |     |         |   |    |    |  |
| 1980 | FRS   | AD    | APU   | AD    | 1,78  | 35,26 | 14,57    | 38,82 |       |       |      |     |         |   |    |    |  |
| 1983 | 49,41 | 17,61 | APU   | 7,17  | 1,58  |       | 18,27    |       |       |       |      |     |         |   |    |    |  |
| 1985 | 18,63 | 18,17 | APU   | 4,83  | 2,46  | 11,76 | 38,97    |       |       |       |      |     |         |   |    |    |  |
| 1987 | 24,95 | 44,26 | CDU   | 2,90  | 1,62  | 8,67  | 12,36    |       |       |       |      |     |         |   |    |    |  |
| 1991 | 35,37 | 41,92 | CDU   | 2,51  |       | 8,47  | 1,26     | 4,70  |       |       |      |     |         |   |    |    |  |
| 1995 | 53,93 | 24,61 | CDU   | 8,20  | 0,86  | 7,94  |          | 0,61  |       |       |      |     |         |   |    |    |  |
| 1999 | 53,30 | 23,00 | CDU   | 7,33  |       | 9,62  | 0,39     | 2,50  |       |       |      |     |         |   |    |    |  |
| 2002 | 47,40 | 29,86 | CDU   | 7,68  | 7,56  |       | 3,03     |       |       |       |      |     |         |   |    |    |  |
| 2005 | 52,10 | 19,50 | CDU   | 6,94  | 8,55  | 7,52  |          |       |       |       |      |     |         |   |    |    |  |
| 2009 | 37,06 | 20,69 | CDU   | 10,49 | 10,22 | 14,19 |          |       |       |       |      |     |         |   |    |    |  |
| 2011 | 29,89 | 29,60 | CDU   | 13,23 | 10,29 | 6,57  | 1,01     |       |       |       |      |     |         |   |    |    |  |
| 2015 | 39,59 | CDS   | CDU   | PSD   | 10,82 | 13,42 | 1,46     | 23,85 | 0,52  |       |      |     |         |   |    |    |  |
| 2019 | 42,71 | 16,13 | CDU   | 2,94  | 8,42  | 11,47 | 3,39     |       | 1,16  | 3,56  | 0,65 |     |         |   |    |    |  |
| 2022 | 46,07 | 17,42 | CDU   | 1,77  | 5,98  | 4,71  | 1,27     | 0,69  | 14,85 | 4,08  |      |     |         |   |    |    |  |
| 2024 | 31,69 | AD    | CDU   | AD    | 19,04 | 4,26  | 4,93     | 2,11  | 2,24  | 27,30 | 3,84 |     |         |   |    |    |  |